# Шулутко, Борис Ильич
Борис Ильич Шулутко (25 сентября 1930, Ленинград — 13 сентября 2020, Санкт-Петербург) — доктор медицинских наук, профессор, заслуженный деятель науки Российской Федерации.
Сын доктора медицинских наук (1938), профессора Ильи Борисовича Шулутко (1905—1980).

## Биография
Ректор Санкт-Петербургского медико-социального института, ранее заведовал кафедрой терапии СПб. гос. медицинской академии им. Мечникова (сейчас СПб. гос. северо-западный медицинский университет им. Мечникова). Является создателем школы терапевтов-нефрологов. Член Правления Российских обществ нефрологов и кардиологов, Санкт-Петербургских обществ терапевтов, кардиологов и нефрологов, удостоен полного членства в International Society of Nephrology, за вклад в развитие нефрологии и медицины. Отмечен международными организациями «Who’s Who in the World» и «The International Biographical Centre, Cambridge, UK». Включен в биографический словарь «Знаменитые люди Санкт-Петербурга».
Б. И. Шулутко — автор более 380 журнальных статей и 28 монографий. Под его руководством выполнено 4 докторских и более 30 кандидатских диссертаций.
Ветеран Великой Отечественной войны. Награждён медалями «За оборону Ленинграда», «Ветеран труда», «В честь 60-летия полного освобождения Ленинграда от фашистской блокады», «60 лет Победы в Великой Отечественной войне», медалью «Dictionary of International Biography».
В 1995 году ему присвоено звание «Заслуженный деятель науки России».
Похоронен на Богословском кладбище Санкт-Петербурга.

## Публикации
- «Артериальная гипертензия» (совместно с Ю. Л. Перовым),
- «Болезни печени и почек»,
- учебник «Внутренняя медицина»,
- «Артериальная гипертензия — 2000»,
- монография «Нефрология 2002»,
- «Стандарты диагностики и лечения внутренних болезней» (совместно с С. В. Макаренко). Книга переиздана с дополнениями в 2004, 2005, 2007, 2009 гг.